# Polymera (Polymera) pulchricornis
Polymera (Polymera) pulchricornis is een tweevleugelige uit de familie steltmuggen (Limoniidae). De soort komt voor in het Neotropisch gebied.